# Lygaeoidea

Lygaeoidea (лат.) — надсемейство полужесткокрылых из подотряда клопов, включающее около 16 семейств и более 4 600 описанных видов, встречающихся по всему миру. Это гетерогенная группировка, состоящая из насекомых небольшого или среднего размера, морфологически близких к Coreoidea и Pyrrhocoroidea. Они, как правило, крылатые с заметной головой, глазами и усиками. Большинство питаются семенами или соком, но некоторые являются хищниками.

## Распространение
Всесветное. 

## Систематика
В состав надсемейства входят около двух десятков семейств и подсемейств. Большинство из них считались частью крупного семейства Lygaeidae до того, как в 1997 году вышла работа Томаса Дж. Генри. В 2014 году на основании двух родов (Meschia и Neomeschia) было выделено ещё одно семейство Meschiidae. Некоторые подсемейства Geocoridae иногда включают в семейство Lygaeidae с таким же рангом подсемейства (Henestarinae, Bledionotinae). Семейство Piesmatidae ранее выделяли в отдельное надсемейство (Piesmatoidea). В скобках указан старый таксономический статус или систематическое положение.
- Artheneidae (=Artheneinae) — 8 родов и 20 видов
  - Artheneinae
  - Dilompinae
  - Nothochrominae
  - Polychisminae
- Berytidae (=Blissinae) — 36 родов и 172 вида
  - Berytinae
  - Gampsocorinae
  - Metacanthinae
- Blissidae — 50 родов и 435 видов
  - Blissinae
  - Slaterellinae
- Colobathristidae (=Colobathristinae) — 23 рода и 83 вида
  - Colobathristinae
  - Dayakiellinae
- Cryptorhamphidae (или триба в Cyminae или подсемейство в Lygaeidae) — 2 рода и 4 вида (встречаются только в Австралии и Меланезии)
- Cymidae (=Cyminae) — 9 родов и 54 вида
  - Cyminae
  - Ontiscinae
- Geocoridae (=Geocorinae) — 25 родов и 275 видов
  - Bledionotinae
  - Geocorinae
  - Henestarinae
  - Pamphatinae
- Heterogastridae (=Heterogastrinae) — 23 рода и 97 видов
- Lygaeidae — 101 род и 972 вида
  - Ischnorhynchinae
  - Lygaeinae
  - Orsillinae
- Malcidae — 2 рода и 22 вида
  - Chauliopinae
  - Malcinae
- Meschiidae — 2 рода и 5 видов
  - Meschia
  - Neomeschia
- Ninidae  (=Ninini, или триба в Cyminae) — 5 родов и 13 видов
- Oxycarenidae  (=Oxycareninae) — 23 рода и 147 видов
- Pachygronthidae (=Pachygronthinae) — 13 родов и 78 видов
  - Pachygronthinae
  - Teracrinae
- Piesmatidae — 6 родов и 44 вида
  - Piesmatinae
  - Psamminae
- Rhyparochromidae (=Rhyparochrominae) — 368 родов и 1824 вида
  - Plinthisinae
  - Rhyparochrominae